# Ефендикой Джамісі
Ефендикой Джамісі (крим. Efendiköy Camisi) — мечеть у селі Ефендикой (Зеленогірське) Білогірського району Автономної Республіки Крим.

## Історія
Роботи з оформлення земельної ділянки розпочалися у 2004 році, а закладка фундаменту мечеті, яка вміщує понад 200 осіб, розпочалася у 2009 році. Спочатку будівництво здійснювалося силами місцевих мусульман, пізніше до будівництва мечеті було залучено спонсорську підтримку організації «Альраїд» та інших.
Мечеть була урочисто відкрита у грудні 2012 р.
У церемонії відкриття взяли участь Муфтій мусульман Криму хаджі Еміралі Аблаєв, заступник Муфтія Айдер Ісмаїлов, голова ВАТ «Альраїд» Мерей Басіль, керівник КРО «Альраїд» Мухаммед Таха, головний імам Карасубазара Ельвідин Аблямітов, голова Карасубазарського регіонального меджлісу Мустафа Асаба, а також гості та мешканці села Ефендикой.